# Clifford Ross

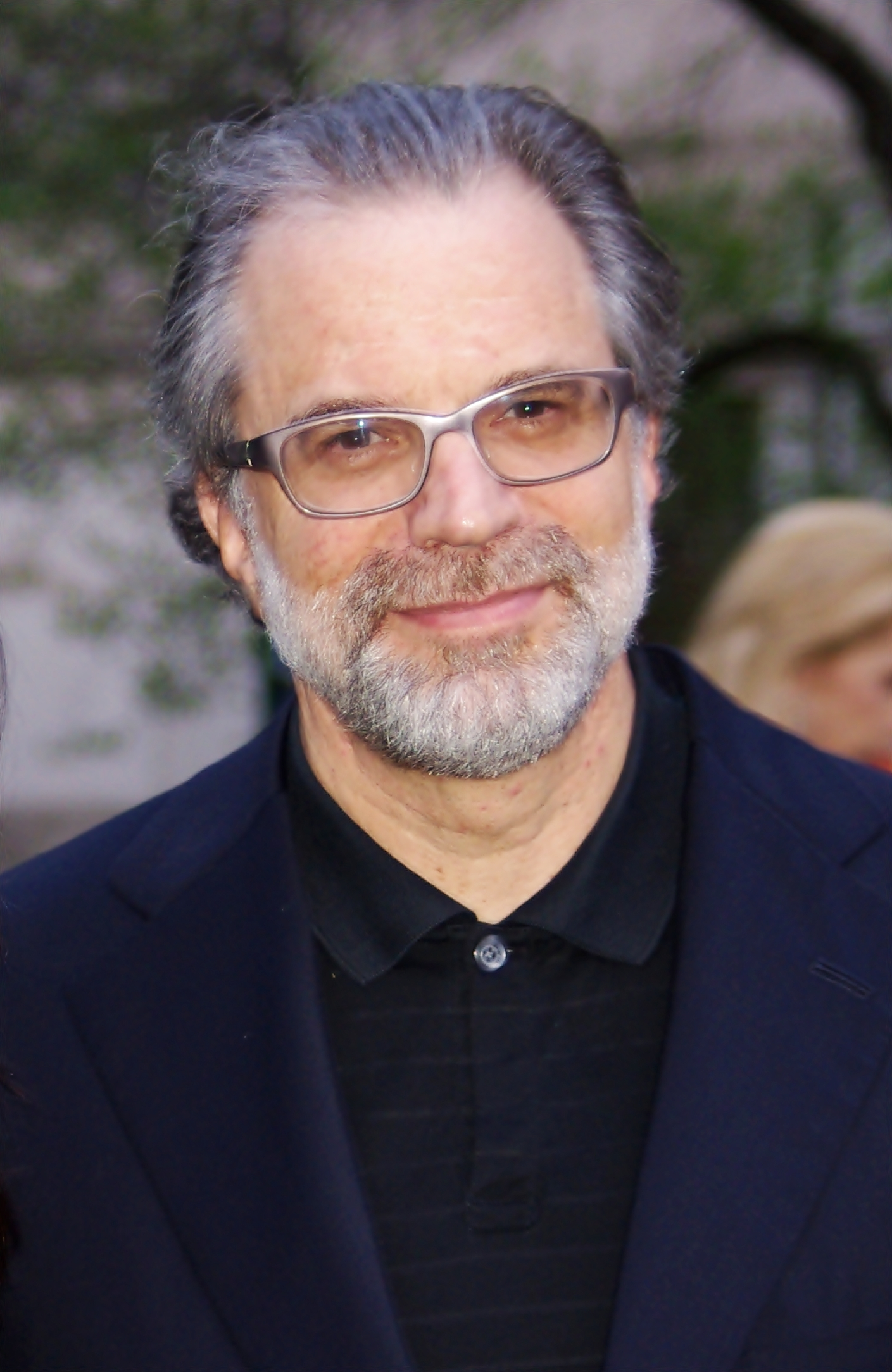
Clifford Ross (2011)

Clifford Ross (* 15. Oktober 1952 in New York City) ist ein US-amerikanischer Künstler, dessen Werk sich durch eine innovative Herangehensweise an Malerei, Skulptur, Fotografie und digitale Medien auszeichnet. In seinen Werken bewegt er sich häufig zwischen den Polen Naturalismus und Abstraktion. Dabei nutzt er moderne Technologien, um die Grenzen des künstlerischen Ausdrucks zu erweitern.

## Werk
Clifford Ross’ Werk zeichnet sich durch einen ständigen Wechsel zwischen naturalistischen und abstrakten Darstellungen aus. Durch die Kombination von traditionellen Kunstformen mit moderner Technologie und innovativen Materialien trägt er zur Erweiterung der künstlerischen Möglichkeiten bei. Seine Arbeiten sind Ausdruck seines Strebens nach dem Erhabenen in Natur und Technik.

### Frühwerk
Zwischen 1974 und 1979 widmete sich Clifford Ross der Malerei und Bildhauerei. Beeinflusst von Künstlern des Abstrakten Expressionismus und der Farbfeldmalerei entwickelte er seinen eigenen Ansatz der Abstraktion auf naturalistischer Grundlage. Nach einer vierjährigen Pause, in der er figurative Kunst an der National Academy of Design studierte, verband Ross Landschaftsmotive mit abstrakter Materialität. Seit den 1980er Jahren integriert er die Fotografie in sein Werk, sowohl als Hilfsmittel als auch als eigenständiges Medium.

### HurricaneSerie (1996–2001, 2008)
Clifford Ross’ fotografische Serie Hurricane zeigt Ozeanwellen, die ausschließlich von Hurrikanen erzeugt werden. Ursprünglich analog fotografiert, verwendet er seit 2008 digitale Kameratechnik. Inspiriert von Künstlern wie J. M. W. Turner versucht Ross, die Dynamik und Gewalt des Meeres einzufangen. Seine Arbeiten zeichnen sich durch intensive Dunkelkammertechniken aus, darunter Silbergelatineabzüge und innovative Druckverfahren auf Holzfurnier.

### HorizonundGrainSerie
Aus der Hurricane-Serie entwickelte Clifford Ross die Horizon- und die Grain-Serie. Die Horizon-Arbeiten zeigen ruhige Meereslandschaften mit minimaler Wellenbewegung und weitem Himmel, während die Grain-Serie die Tonalität und Körnung des Filmemulsionsmaterials in den Vordergrund stellt. Beide Serien verbinden Naturalismus mit extremer Abstraktion und sind zusammen mit der Hurricane-Serie Teil einer Trilogie mit dem Titel Wave Music.

### MountainSerie
Clifford Ross konzentrierte sich auf die Rocky Mountains, insbesondere auf den Mount Sopris in Colorado.
Er erkannte die Grenzen bestehender Film- und Digitalkameras und um die immensen Details und das wechselnde Licht der Berge einzufangen, erfand das hochauflösende Kamerasystem R1, das mit Hilfe einer militärischen Luftbildkamera und einem einzigartigen digitalen Nachbearbeitungsverfahren in der Lage war, einzelne Schindeln einer Scheune aus einer Entfernung von mehreren Kilometern zu erfassen. Für seine Kamera erhielt er das US-Patent 6,795,648B1.
Diese technischen Neuerungen führten zu Fotografien, die in ihrer Größe und Detailtreue an die Tradition der Hudson River School erinnern. Später abstrahierte Clifford Ross diese Arbeiten in der Serie Mountain Redux und der animierten Videoproduktion Harmonium Mountain, die von Musikern wie Philip Glass und Wu Tong begleitet wurde.

### The Austin Wall
2013 schuf Clifford Ross für das Bundesgericht in Austin (U.S. Courthouse) eine monumentale Glasinstallation mit dem Titel The Austin Wall. Die 8,5 × 8,5 Meter große Wand kombiniert traditionelle Techniken der Glasmalerei mit digitaler Technologie und wurde für ihr innovatives Design ausgezeichnet.

### WoodSerie
Ross entwickelte eine Methode, Fotografien auf Holz zu drucken, die er unter anderem in großformatigen Installationen wie Sopris Wall I (2015) umsetzte. Seine Arbeiten verbinden die natürliche Maserung des Holzes mit fotografischer Präzision und überschreiten die Grenzen der traditionellen Fotografie.

### Digital WaveSerie
In seinen Arbeiten Digital Waves verwendet Clifford Ross computergenerierte Algorithmen, um die Bewegungen des Meeres zu abstrahieren. Die oft auf großformatigen LED-Wänden präsentierten Arbeiten verbinden moderne Technologien mit der Ästhetik des abstrakten Expressionismus.